# Cineteca di Bologna
La Cineteca di Bologna és una de les cineteques més importants d'Europa. El 2012 fou transformada en Fondazione Cineteca di Bologna, amb el Comune di Bologna com a soci únic.

## Història
Nascuda el 18 de maig de 1962, és membre de la Federació Internacional d'Arxius Fílmics (FIAF) des de 1989 i, des de la seva creació, de l'Associació de Cinemateques Europees (ACE).

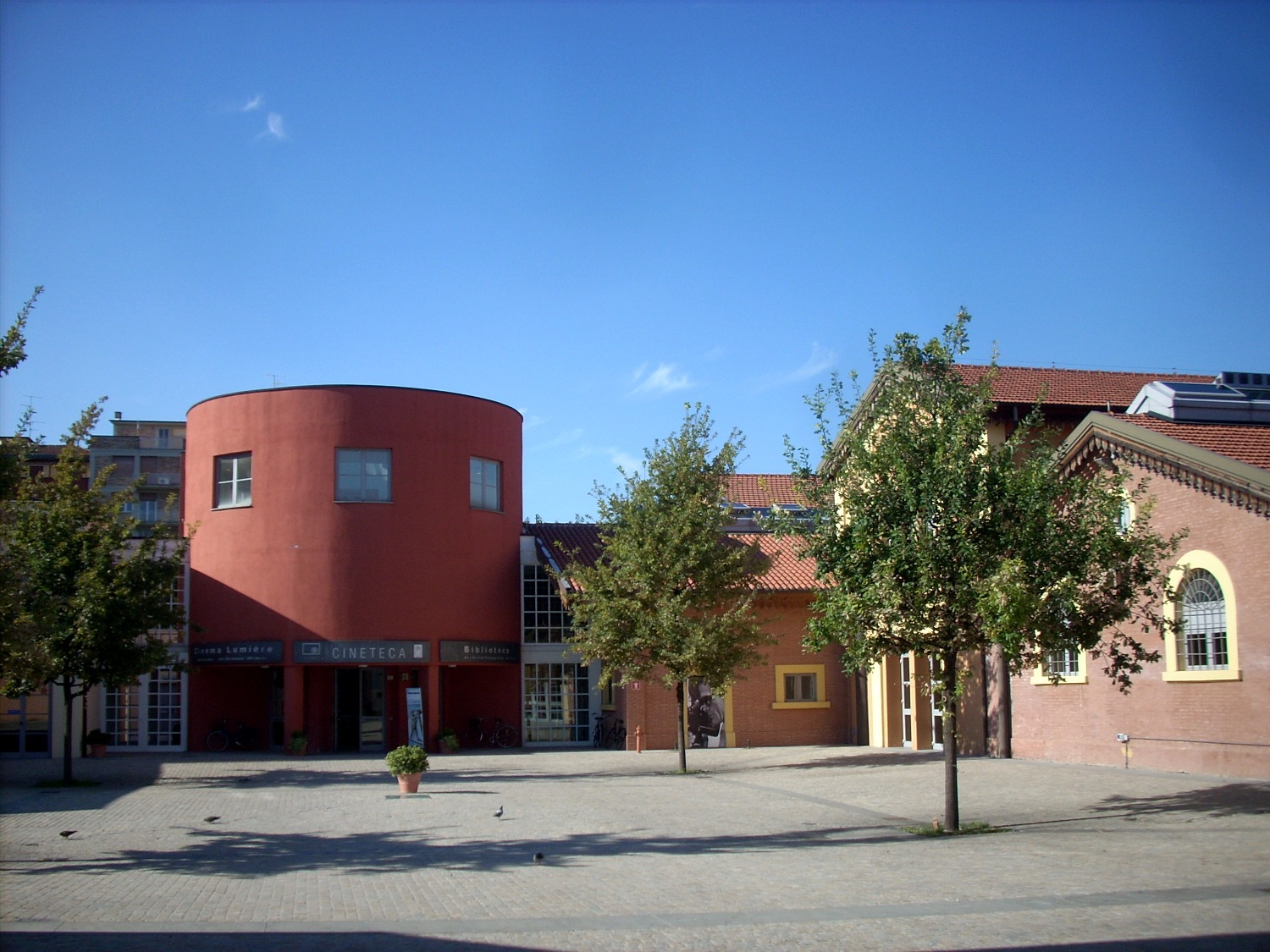
Piazzetta Pier Paolo Pasolini

L'estiu de 2000 es va inaugurar la nova delegació de via Riva di Reno a l'ex Manifattura Tabacchi i el 28 de juny de 2003 es van inaugurar les dues noves sales del cinema Lumière als espais renovats de la zona de l'antic escorxador (Manifattura delle Arti), on també hi ha la biblioteca del cinema Renzo Renzi i les col·leccions no cinematogràfiques, com l'arxiu fotogràfic.
La Cineteca conserva i restaura el patrimoni cinematogràfic per fer-lo útil avui i permetre la seva futura transmissió. Té tres arxius: Magatzems Municipals (Via dell'Industria), Nou Arxiu Tècnic (Via Zanardi), Pianazze - arxiu "inflamable" (Sasso Marconi).
Des de març de 2014, el president és el director italià Marco Bellocchio. El director és Gian Luca Farinelli.

## Manifestacions
Entre els diferents esdeveniments i festival organitzat per la Cineteca di Bologna es troben: Il Cinema Ritrovato, Visioni Italiane i Human Rights Nights Film Festival.

### Il Cinema Ritrovato

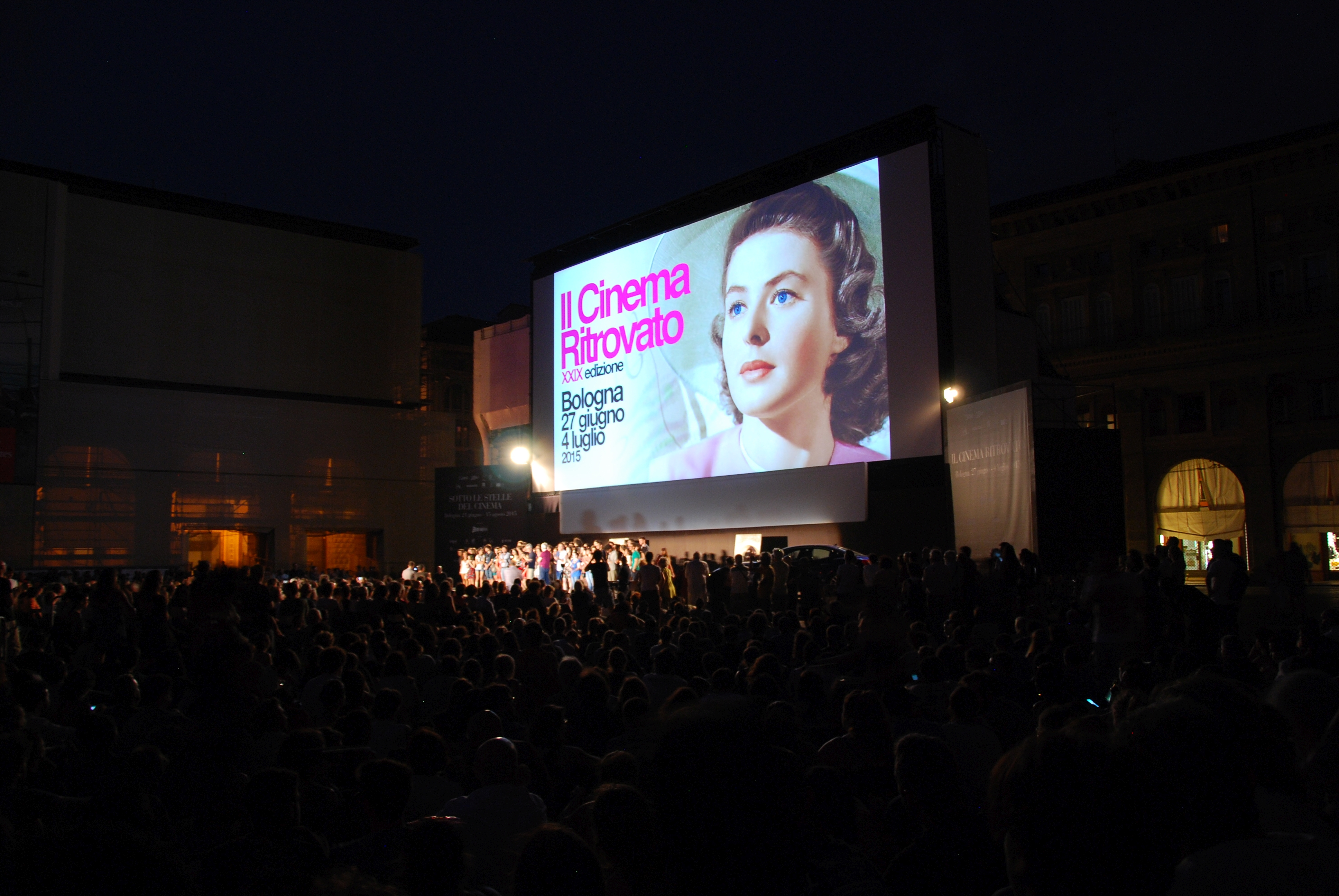
Projecció a la piazza Maggiore de Bolonya amb motiu del festival "Il Cinema Ritrovato" 2015

Il Cinema Ritrovato és un festival de cinema dedicat al redescobriment de pel·lícules rares i poc conegudes, amb especial referència a la producció cinematogràfica primerenca.
Es celebra des de 1986, quan va substituir la Mostra del Cinema Libero di Porretta. La mostra presenta una preciosa selecció d'obres rares o perdudes dels arxius històrics de les cinemateques de diversos països.
L'esdeveniment té lloc entre juny i juliol en alguns llocs del centre històric de Bolonya, com ara la Piazza Maggiore i la Manifattura delle Arti, que també acull la Mostra Mercato dell'Editoria Cinematografica
El director artístic del festival va ser el crític i historiador de cinema finès Peter von Bagh, mort el 2015. Un paper important al festival va ser el de Vittorio Martinelli, crític del cinema mut mort l'any 2008. Actualment, l'equip directiu del festival està format per Gian Luca Farinelli, Cecilia Cenciarelli, Ehsan Khoshbakht i Mariann Lewinsky.
Des de fa uns anys, l'esdeveniment ha sortit de la ciutat de Bolonya i implica als cinemes de tota Itàlia que tornin a proposar clàssics del cinema mundial restaurats en primera visió com Les Enfants du paradis, Metropolis o Amarcord.

## Activitat

### Patrimoni i arxiu

#### Arxiu de les pel·lícules
Conserva més de 80.000 pel·lícules, la majoria en 35mm i 16mm, però també Super 8 i altres formats més petits com ara videodiscs. A més de les còpies positives i negatives de les pel·lícules restaurades per la Cineteca, té participacions de productors i distribuïdors de cinema, així com d'importants col·leccionistes privats. Destaquen algunes col·leccions: cinema mut italià, cinema soviètic, clàssics de la història del cinema, cinema "popular" italià, noticiaris i documentals italians.

#### Arxiu fotogràfic
Recull més de 3 milions d'imatges fotogràfiques que la Cineteca conserva, protegeix de la degradació i posa a disposició del públic. Inclou dues seccions: Cinema (ple de més de 800.000 fotografies que documenten la història del cinema); Bolonya (més de 1.200.000 imatges creades a partir de 1873).

#### Arxiu de gràfics
Recull un important patrimoni d'imatges relacionades amb la promoció cinematogràfica: uns 250.000 documents que inclouen pòsters, cartells i il·lustracions. Juntament amb aquests fullets publicitaris, una col·lecció internacional de segells de temàtica cinematogràfica i una col·lecció de caricatures de personatges de cinema.

#### Vídeos/DVD/col·leccions sonores
La secció de vídeos recull més de 34.000 pel·lícules en suport de vídeo i DVD. La col·lecció de 3.000 vinils de bandes sonores de pel·lícules està dedicada a la música.

#### Arxiu videolúdic
Primer arxiu italià dedicat a la conservació de videojocs. El fons en constant creixement consta de més de 5.400 títols al gener de 2023, d'ús lliure pels usuaris. L'Arxiu de Videojocs de la Cineteca di Bologna és soci de G|A|M|E, revista científica italiana de Game Studies. L'any 2022, la Fundació Cineteca di Bologna va donar a l'Ajuntament tot l'arxiu de videojocs, allotjat permanentment a la biblioteca Salaborsa Lab Roberto Ruffilli.

### Conservació i restauració
Gràcies al seu laboratori L'Immagine Ritrovata, la Cineteca s'ha convertit en un centre reconegut internacionalment en l'àmbit de la conservació i restauració cinematogràfic. Entre els projectes més importants, el Projecte Chaplin, sobre tot l'arxiu de documents i pel·lícules de Charlie Chaplin, i el projecte Keaton. També hi ha nombroses restauracions de pel·lícules italianes, per exemple Il bidone de Federico Fellini, Il posto d'Ermanno Olmi, Dolci inganni d'Alberto Lattuada, Appunti per un'Orestiade africana de Pier Paolo Pasolini.

### Biblioteca Renzo Renzi

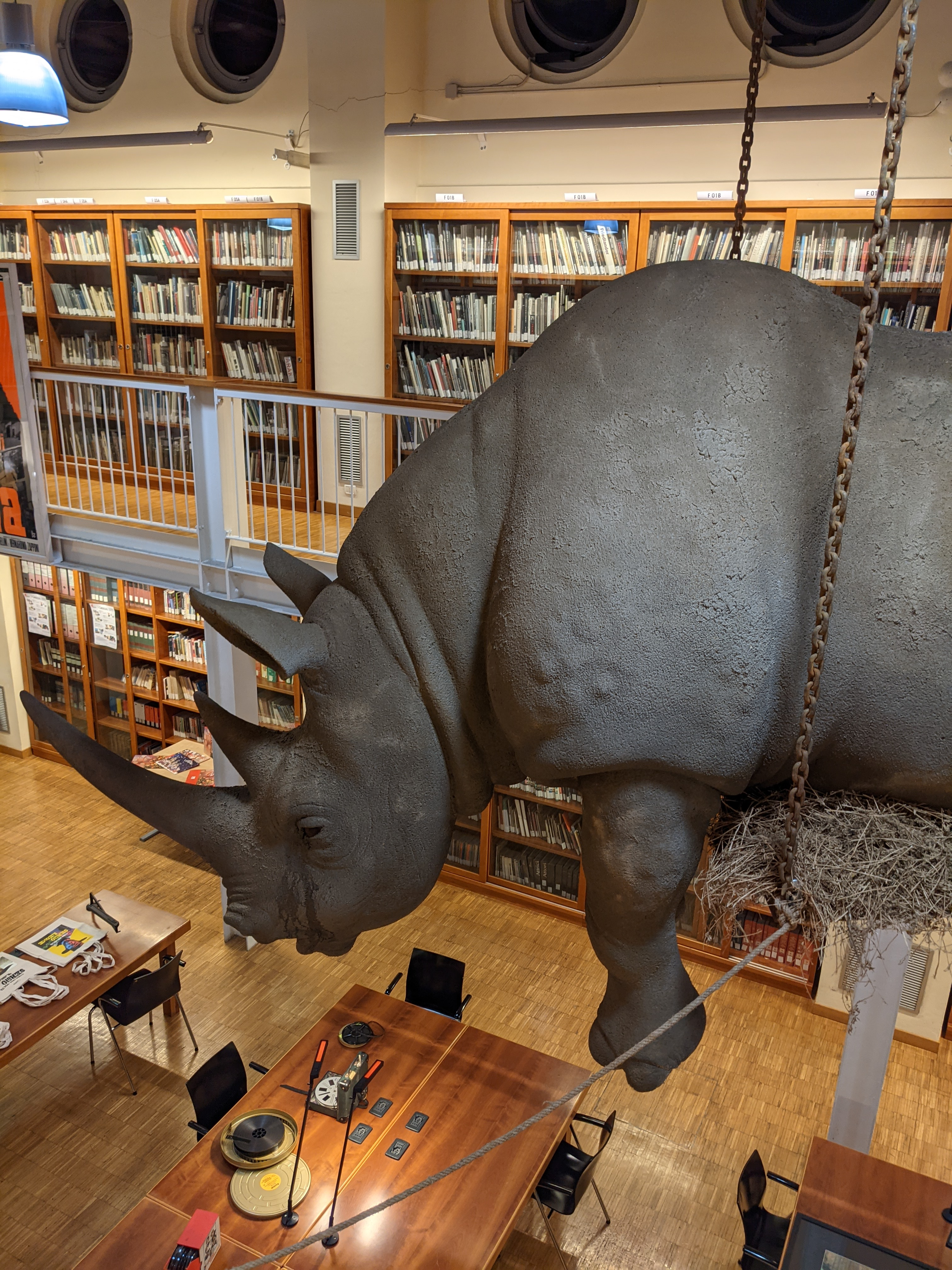
Reproducció del rinoceront del film E la nave va (1983) de Federico Fellini en exposició a la Biblioteca Renzo Renzi

La Biblioteca Renzo Renzi conté uns 47.000 volums sobre temes cinematogràfics (inclosos 2.500 llibres de fotografia i 2.000 llibres de gràfics i còmics), així com una col·lecció de publicacions periòdiques especialitzades (uns 1.100 títols) i 40 col·leccions d'arxiu de papers de cinema. El patrimoni bibliogràfic es col·loca en prestatgeries obertes i és directament accessible al públic.
Entre les seves dotacions, la biblioteca ha adquirit l'arxiu personal de materials de recerca de Vittorio Martinelli (1926 – 2008), crític de cinema i historiador del cinema mut, que l'hi havia traslladat uns anys abans de la seva mort.

### Centre d'Estudis - Arxiu Pier Paolo Pasolini
El 2004 l'Associació "Fondo Pier Paolo Pasolini", fundada per Laura Betti, va donar el seu arxiu a l'Ajuntament de Bolonya, format per més de 1.000 volums sobre l'obra de Pasolini, col·leccions de revistes, 30.000 retalls de premsa. (assaigs, estudis, reportatges, entrevistes, declaracions, investigacions), 300 tesis doctorals, 900 audiovisuals (pel·lícules de Pasolini i pel·lícules o programes de televisió en què va participar o li van dedicar), una fototeca de 3.000 còpies i 4.000 negatius i làmines, una videoteca de 300 cassets d'àudio amb programes de ràdio, enregistraments de conferències, debats iintervencions.

### Didàctica
La Cineteca ha desenvolupat dos projectes amb l'objectiu de fomentar la passió pel cinema dels joves. Un d'ells és "Pantalles i pissarres: un cineclub per a nens" adreçat a nens d'entre 6 i 18 anys.
A més, la filmoteca ha desenvolupat cursos de formació professional accessibles mitjançant licitacions. Els cursos són gratuïts però amb un nombre limitat, amb un procés de selecció. Es fan amb la contribució del Fons Social Europeu i la regió Emília-Romanya.

### Cinema Lumière
És format per dues sales: sala Officinema Mastroianni i sala Scorsese. S'està renovant una altra sala, als espais subterranis de via Rizzoli dins del Palazzo Ronzani que a principis del segle XX acollia el Cinema Teatro Modernissimo.

### Film Commission
La Film Commission dona suport a les produccions cinematogràfiques i televisives que intervenen a la ciutat i reforça així l'acció de promoció i valorització del cinema de la ciutat que la Cineteca persegueix com una de les seves finalitats principals.